# Cynoglossum krasniqii
Cynoglossum krasniqii är en strävbladig växtart som beskrevs av T. Wraber. Cynoglossum krasniqii ingår i släktet hundtungor, och familjen strävbladiga växter. Inga underarter finns listade i Catalogue of Life.